# Paulo Silas
Pour les articles homonymes, voir Paulo et Silas.
 (novembre 2022).
Paulo Silas do Prado Pereira, ou plus simplement Paulo Silas, est un footballeur brésilien né le 27 août 1965 à Campinas.
Paulo Silas joue au poste de milieu offensif, et devient entraîneur de Avaí.

## Carrière en équipe nationale
Il compte 38 sélections (4 non officielles) avec l’équipe du Brésil.
Il participe à la coupe du monde en 1986, et à la coupe du monde en 1990.

## Palmarès
- Vainqueur de la coupe du monde (U20) en 1985, avec l’équipe du Brésil.
- Vainqueur de la coupe Stanley Rous en 1987, avec l’équipe du Brésil.
- Vainqueur de la copa América en 1989, avec l’équipe du Brésil.

- Champion de l'État de São Paulo en 1985, 1987 et 1989 avec São Paulo FC
- Champion du Brésil en 1986 avec São Paulo FC
- Champion de l'État du Rio Grande do Sul en 1992 avec SC Internacional
- Vainqueur de la coupe du Brésil en 1992 avec SC Internacional
- Champion d'Argentine en 1995 avec CA San Lorenzo de Almagro
- Champion de l'État du Paraná en 2000 avec Atlético Paranaense

## Vie privée
Il est le frère jumeau de Paulo Pereira, aussi footballeur.